# Maura McGiveney
Mary Alish „Maura“ McGiveney (* 28. Februar 1939 in Stockport, England, Großbritannien; † 10. November 1990 in Sherman Oaks, Kalifornien, Vereinigte Staaten) war eine englische Film- und Fernsehschauspielerin. Daneben war sie auch als Komikerin und Sängerin tätig.
McGiveney war die Tochter von Owen McGiveney und Elizabeth Hugeles. Sie studierte an der Royal Academy of Dramatic Arts und kam zunächst nach Hollywood, um beim Film zu arbeiten. McGiveney erhielt von der Hollywood Foreign Press Association eine Golden-Globe-Nominierung als Beste Nachwuchsdarstellerin des Jahres 1966 für ihre Rolle als Claire Hackett in der Farce Do Not Disturb (Bitte nicht stören!) mit Doris Day und Rod Taylor.
McGiveney war 1972 wenige Monate mit Bill Dana verheiratet. Sie starb im Alter von 51 Jahren an einer Leberzirrhose und wurde auf dem San Fernando Mission Cemetery bestattet.

## Filmographie (Auswahl)
- 1959: Der unsichtbare Dritte (North by Northwest)
- 1960: Thriller
- 1960: Haweiian Eye
- 1961: Peter Gunn
- 1961: Schauplatz Los Angeles
- 1961: Cain’s Hundred
- 1961: Außer Rand und Band mit Twist (Twist Around the Clock)
- 1962: Vollgas
- 1959–1963: Perry Mason
- 1963: Stationsarzt Dr. Kildare
- 1964: Auf der Flucht
- 1965: Die Leute von der Shiloh Ranch
- 1965: Bitte nicht stören! (Do Not Disturb)
- 1965–1966: Mc Hale’s Navy
- 1966: Meine drei Söhne
- 1966: W.I.A. Wounded in Action
- 1966: Lardo
- 1967: The Hollywood Palace
- 1967: Der Mann von gestern
- 1967: Invasion von Wega
- 1968–1969: Im wilden Westen
- 1969: Once You Kiss a Stranger
- 1969: Adam-12
- 1969: Lieber Onkel Bill
- 1969: The Name of the Game
- 1969: Wenn dich der Mörder küßt
- 1968–1971: Hawaii Fünf-Null
- 1989: Straße nach Nirgendwo